# 德米特魯什基
48°47′49″N 30°17′4″E / 48.79694°N 30.28444°E
德米特魯什基（烏克蘭語：Дмитрушки）是位於烏克蘭中部的村莊，由切爾卡瑟州烏曼區的德米特魯什基市鎮負責管轄。該村面積5.91平方公里，海拔高度232米，2001年人口2,044，人口密度每平方公里345.8人。